# Miguel Urrutia Barboza
Miguel Urrutia Barboza (Chillán, 1861-Santiago, 27 de julio de 1933) fue un abogado, militar y político chileno, miembro del Partido Nacional o monttvarista. Se desempeñó como diputado de la República en representación de varias zonas durante cinco periodos legislativos consecutivos, desde 1897 hasta 1912; senador por la provincia de Arauco entre 1912 y 1918; y ministro de Defensa Nacional bajo el gobierno del presidente Juan Esteban Montero entre marzo y abril de 1932.

## Familia y estudios
Nació en la comuna chilena de Chillán en 1861, descendiente de estirpe de militares, fue hijo del general de división Gregorio Urrutia Venegas, y de Lina Luisa Barboza Puga, hermana del también general Orozimbo Barboza Puga. Realizó sus estudios primarios en el Liceo de Concepción, y los secundarios en el Instituto Nacional de Santiago. Continuó los superiores en la carrera de leyes en la Universidad del Estado, titulándose como abogado el 4 de abril de 1883.
Se casó en dos oportunidades, primero con Sara Cortés; y en segundas nupcias con Isidora Huneeus Gana (hermana de los políticos Jorge, Francisco y Antonio Ricardo Huneeus Gana, y sobrina de Domingo Gana Cruz), sin tener descendencia.

## Carrera militar
Ingresó como cadete a la Escuela Militar del Libertador Bernardo O'Higgins en 1875, a los catorce años, egresando con el grado de alférez primero en 1879. En ese año, se produjo la guerra del Pacífico, conflicto bélico que involucró a Chile, Perú y Bolivia, figurando entre los nombres de jefes y oficiales recomendados por el almirante Patricio Lynch en la nota que éste presentó para dar cuenta de la acción de la 1.ª División de Ejército en la batalla de Chorrillos. Tras el combate, fue designado auditor guerra del ejército de La Frontera y, en enero de 1882, mediante una ley, se le concedió una medalla de oro.
Nueve años después, se produjo otro conflicto: la guerra civil de 1891 contra el presidente liberal José Manuel Balmaceda, en la cual perteneció al «bando congresista» y como tal, cuando iba a embarcarse para combatir en el norte del país, fue apresado por el gobierno en San Antonio, siendo trasladado detenido a Valparaíso para ser enviado luego a Santiago. Con la derrota del bando presidencial y  el consecuente suicidio del presidente en septiembre de ese año, fue puesto en libertad y nombrado comandante del Regimiento de Infantería Nro 1  Buin.
Ostentando el rango de teniente coronel, el 21 de mayo de 1894 obtuvo una cédula de retiro absoluto de la institución castrense, la cual abandonó para dedicarse de lleno a sus tareas legislativas, al ser elegido diputado en 1897.

## Carrera profesional
Por otra parte, fue un amante de las artes, especialmente las bellas letras, colaboró con poesía lírica o prosa, en la prensa escrita, particularmente en los diarios Los Lunes y La Época de Santiago. Fue descrito como un «protector de las letras nacionales y propagandista del progreso intelectual del país», así como también «un entusiasta y eficaz estimulador de la cultura patria».

## Carrera política
En el ámbito político, militó en las filas del Partido Nacional o monttvarista. En las elecciones parlamentarias de 1897, se postuló como candidato a diputado por Temuco e Imperial, resultando electo por el período legislativo 1897-1900. En su gestión integró la Comisión Permanente de Elecciones, Calificadora de Peticiones.
Luego, en las elecciones parlamentarias de 1900, obtuvo la reelección diputacional, pero por Angol, Traiguén y Collipulli, por el período 1900-1903. En esa oportunidad, integró la Comisión Permanente de Guerra y Marina. Asimismo, en las elecciones parlamentarias de 1903, de 1906 y de 1909, obtuvo nuevamente la reelección por la misma zona, por los períodos 1903-1906, 1906-1909 y 1909-1912. En el primero, no se incorporó a la cámara baja hasta el 16 de septiembre de 1903. Durante ese tiempo, correspondiente al gobierno del presidente Pedro Montt, se le ofreció asumir como titular de varios ministerios de Estado, los cuales no aceptó.
Seguidamente, en las elecciones parlamentarias de 1912, se postuló como senador por la provincia de Arauco, resultando electo por el período 1912-1918. En la cámara alta, integró la Comisión Permanente de Culto y Colonización; y la de Gobierno y Elecciones; fue además senador reemplazante en la Comisión Permanente de Gobierno; y miembro de la Comisión Conservadora para el receso 1915-1916 y 1916-1917. Como parlamentario fue regionalista y trabajó constantemente por el adelanto de los pueblos cuya representación tenía.
A continuación, entre 1919 y 1924, actuó como consejero de la Empresa de Ferrocarriles del Estado (EFE), y consejero del Banco de Chile. Con posteridad, en el marco del gobierno del presidente radical Juan Esteban Montero, el 9 de marzo de 1932, fue nombrado como primer titular del renombrado Ministerio de Defensa Nacional (antes Ministerio de Guerra y de Marina), función que ejerció hasta el 7 de abril del mismo año.
Entre otras actividades, fue socio del Club de La Unión y del Club de Septiembre. Retirado de la vida pública, se radicó en Santiago, comuna donde falleció el 27 de julio de 1933, a los 72 años.